# Mystic Man
Mystic Man es el cuarto álbum de estudio del músico jamaicano Peter Tosh. Fue publicado en 1979 a través de Rolling Stones Records.

## Diseño de portada
La foto de portada del álbum, tomada por Annie Leibovitz, muestra la cabeza de Tosh de perfil, con la cabeza entre las manos, como si estuviera rezando. Anand Prahlad, en su libro Reggae Wisdom, sugirió que en este y en el álbum anterior Bush Doctor, Tosh buscaba retratarse a sí mismo en el papel de “sanador y profeta”.

## Recepción de la crítica
El crítico de AllMusic, Ralph Heibutzki, describe Mystic Man como “una orgullosa declaración del estilo de vida de Tosh, que contrasta deliberadamente con la decadencia consumista occidental”.

## Lista de canciones
Todas las canciones escritas y compuestas por Peter Tosh.
Lado uno
1. «Mystic Man» – 5:57
2. «Recruiting Soldiers» – 4:28
3. «Can't You See» – 3:44
4. «Jah Seh No» – 4:41
5. «Fight On» – 3:22

Lado dos
1. «Buk-In-Hamm Palace» – 8:49
2. «The Day the Dollar Die» – 4:51
3. «Crystal Ball» – 5:12
4. «Rumours of War» – 3:30

## Posicionamiento
| Gráfica (1979)                 | Pico de posición |
| ------------------------------ | ---------------- |
| Alemania (Offizielle Top 100)  | 17               |
| Australia (Kent Music Report)  | 72               |
| Austria (Ö3 Austria Top 40)    | 25               |
| Estados Unidos (Billboard 200) | 123              |
| Italia (Musica e dischi)       | 6                |
| Países Bajos (Album Top 100)   | 44               |
| Suecia (Sverigetopplistan)     | 27               |